# 1 E9 m
Za lažjo primerjavo različnih redov velikosti je na tej strani nekaj dolžin od 109 metrov (milijon km) naprej.
- razdalje, krajše od 109 m

- 1.400.000 km -- premer Sonca
- 1.500.000 km -- pričakovan tir Webbovega vesoljskega teleskopa od Zemlje
- 5.000.000 km -- najbližja približna oddaljenost Halleyjevega kometa od Zemlje, 10. aprila 837

- razdalje, daljše od 1010 m